# MAI Basic Four

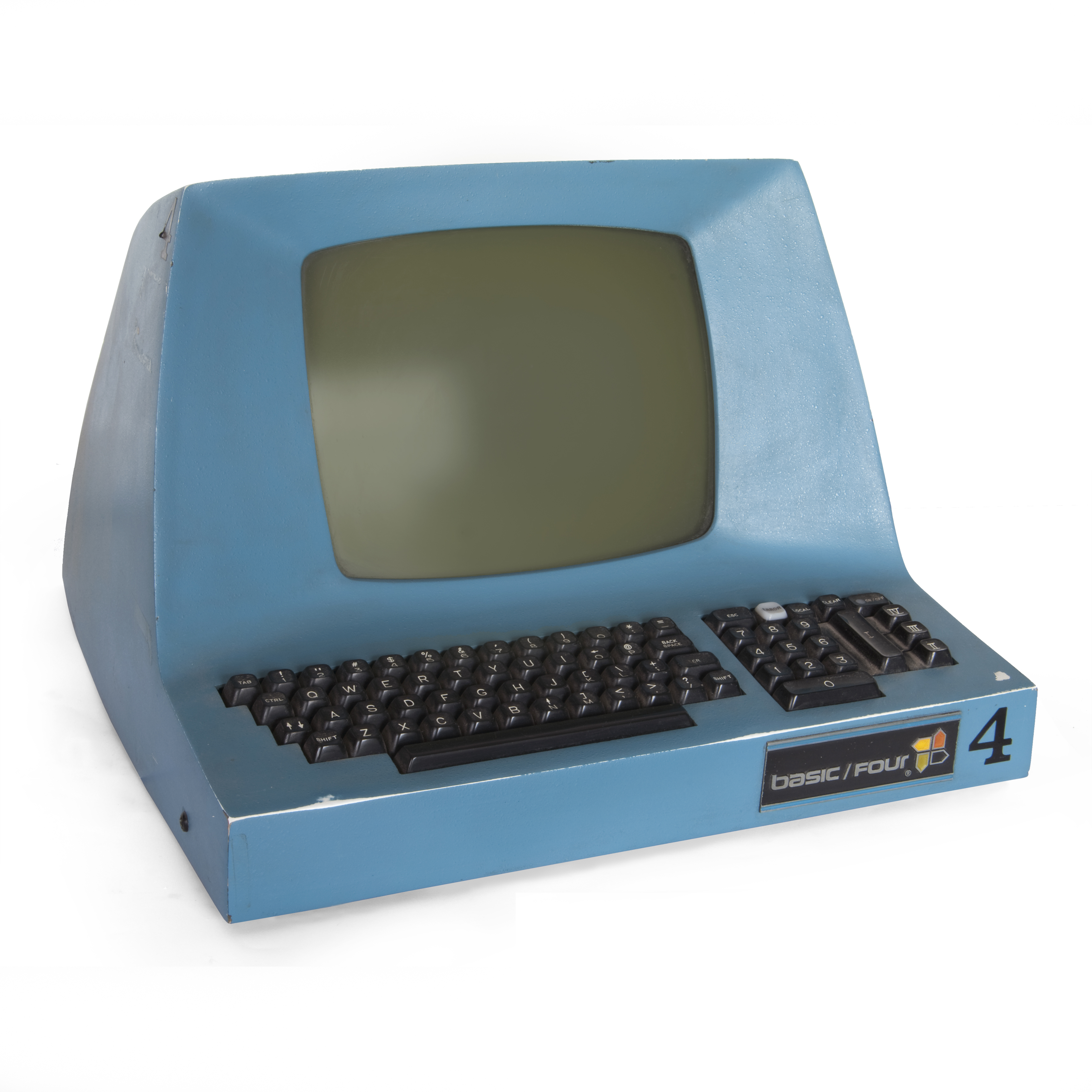
Terminal para un minicomputador de MAI Basic Four

MAI Basic Four (a veces escrito como Basic / Four Corporation o Basic 4) se refiere a una variación de Business Basic, las computadoras que lo ejecutaban y la compañía que las vendió (su nombre en varias ocasiones se dio como MAI Basic Four Inc., MAI Basic Four Information Systems, y MAI Systems Corporation). 
Basic/Four Corporation se creó como una subsidiaria de Management Assistance, Inc. en Irvine, California. Basic/Four vendió miniordenadores para pequeñas empresas que se ensamblaron a partir de CPU de Microdata Corporation.
MAI Basic Four Business Basic fue uno de los primeros intérpretes comerciales de BASIC, en los década de 1970. MAI Basic Four (la compañía) originalmente vendía minicomputadoras, pero luego ofreció superminicomputadores y microcomputadoras. Las computadoras ejecutaban un sistema operativo con el intérprete BASIC integrado. El intérprete BASIC fue escrito en TREE-META.
En 1985, el financiero de Wall Street, Bennett S. LeBow, compró la empresa después de haber experimentado importantes pérdidas financieras operativas.

En 1988, LeBow utilizó la empresa como plataforma para un intento fallido de adquisición hostil de Prime Computer mucho más grande.
La compañía lanzó software de contabilidad para microcomputadoras de terceros a mediados de la década de 1980. En 1988, lanzó su propia estación de trabajo basada en 80286.

The Basic4 system fue utilizado por muchos bancos pequeños y uniones de crédito.
En 1990, la compañía cambió su nombre a MAI Systems Corp. y cambió su negocio para ser un integrador de sistemas en lugar de un fabricante combinado de hardware y software, revendiendo computadoras de terceros pero instalando su propio sistema de software específico para el cliente. 

MAI Systems Corporation se convirtió en una subsidiaria de propiedad total de Softbrands Inc. en 2006.